# Connie Carpenter-Phinney
Pour les articles homonymes, voir Carpenter et Phinney.
Connie Carpenter-Phinney, née le 26 février 1957 à Madison, dans le Wisconsin, est une ancienne patineuse de vitesse et coureuse cycliste américaine.
Elle est intronisée au Temple de la renommée du cyclisme américain en 1990.

## Biographie
Connie Carpenter participe aux épreuves de patinage de vitesse des Jeux olympiques d'hiver de 1972. Âgée de 14 ans, elle y obtient la septième place du 1 500 m. Elle est sacrée championne des États-Unis en 1976, mais une blessure l'empêche de prendre part aux Jeux olympiques cette année-là.
Après une blessure à la hanche en 1976, elle commence la compétition cycliste. Elle s'entraînait auparavant à vélo durant l'intersaison. En 1976, 1977 et 1979, elle remporte le championnat des États-Unis sur route et de poursuite. En 1983, elle devient championne du monde de poursuite. En 1984, elle est sacrée championne olympique sur route lors des Jeux de Los Angeles.
Étudiante à l'Université de Berkeley, elle pratique l'aviron aux California Golden Bears. Elle y acquiert un titre de championne des États-Unis en 1980.
Connie Carpenter est mariée à Davis Phinney, champion des États-Unis sur route et médaillé de bronze du contre-la-montre par équipes lors des Jeux de 1984. Ils sont les parents de Taylor Phinney, né en 1990 et champion du monde junior de poursuite et du contre-la-montre.

## Palmarès sur route
1976
 Championne des États-Unis sur route
1977
 Championne des États-Unis sur route
 Médaillée d'argent aux championnats du monde sur route
1979
 Championne des États-Unis sur route
1981
 Championne des États-Unis sur route
 Championne des États-Unis du contre-la-montre
 Médaillée de bronze aux championnats du monde sur route
1982
3e étape de la Coors Classic
1984
 Championne olympique de la course en ligne

## Palmarès sur piste

### Championnats du monde
Leicester 1982
 Médaillée d'argent de la poursuite
Zurich 1983
 Championne du monde de poursuite

### Sources
- (en) Cet article est partiellement ou en totalité issu de l’article de Wikipédia en anglais intitulé « Connie Carpenter-Phinney » (voir la liste des auteurs).